# کالاسچیو
کالاسچیو (به ایتالیایی: Calascio) یک کومونه در ایتالیا است که در استان لاکویلا واقع شده‌است.

## خصوصیات
کالاسچیو ۳۹٫۴۷ کیلومترمربع مساحت و ۱۳۶ نفر جمعیت دارد و ۱٬۲۱۰ متر بالاتر از سطح دریا واقع شده‌است.